# Liste des grandes cavités pseudokarstiques
Si la plupart des cavités souterraines naturelles concernées par la spéléologie se trouvent au sein des « karsts vrais ou assimilés » c'est-à-dire dans les calcaires et par assimilation dans les évaporites, des processus dits « pseudokarstiques » peuvent se développer dans certaines autres roches non carbonatées ou non évaporitiques, notamment dans :
- les grès non carbonatés, les orthoquartzites (quartzites sédimentaires), les conglomérats,
- les roches effusives, c'est-à-dire les laves solidifiées
- quelques roches plutoniques telles que les diorites, les gabbros et parfois même certains granites
- certaines roches métamorphiques non carbonatées comme les gneiss et les micaschistes.

## Grandes cavités dans les grès non carbonatés ou les quartzites
Le tableau ci-dessous répertorie les cavités de plus de 150 mètres de profondeur ou 1000 mètres de développement au moment de leur exploration.
| Réf.    | Cavité (alias) [ caractéristique ]                                        | Pays / État                 | Divisions / Subdivisions                                                                                | Développ. (mètre)                                   | Dénivelé (mètre)                                    | Source                                              | M.à J.                                              |
| ------- | ------------------------------------------------------------------------- | --------------------------- | --- | --------------------------------------------------- | --------------------------------------------------- | --------------------------------------------------- | --------------------------------------------------- |
| L01     | Krem Puri [ grès ]                                                        | Inde                        | Meghalaya / District des East Khasi Hills / Mawsynram / Laitsohum Patkai / Khasi Hills                  | +25 317, m                                          | +0030,                                              | Indian Caving & IAS Abhiyan                         | 2020-06                                             |
| L02     | Cueva Ojos de Cristal & Sistema Roraima Sur [ quartzite ]                 | Venezuela                   | Estado de Bolívar / Município de Gran Sabana / Parc national Canaima / Mont Roraima                     | +16 400, m                                          | +073, m                                             | NSS/ICS Kerrville Texas                             | 2013-07                                             |
| L03 D17 | Cueva Muchimuk-Colibri [ grès ]                                           | Venezuela                   | Estado de Bolívar / Município de Gran Sabana / Parc national Canaima / Massif de Chimantá / Tepuy Churí | +8 000, m                                           | +160, m                                             | NSS News, vol 68, no 7, p. 16-23                    | 2010-07                                             |
| L04     | Cueva Charles Brewer [ grès ]                                             | Venezuela                   | Estado de Bolívar, Município de Gran Sabana, Parc national Canaima, Massif de Chimantá, Tepuy Churí     | +7 300, m                                           | +110, m                                             | NSS News, vol 68, no 7, p. 16-23                    | 2010-07                                             |
| L05     | Grotte de Pézenas ou de Sanilhac [ grès ]                                 | France Auvergne-Rhône-Alpes | Département de l'Ardèche / Commune de Sanilhac                                                          | +6 540, m                                           | +135, m                                             | cds Ardèche.                                        | 2016-12                                             |
| L06 D01 | Gruta do Centenário (fr:Grotte du Centenaire) [ quartzite ]               | Brésil Minas Gerais         | Santa Bárbara / ? Pico do Inficionado                                                                   | +4 700, m                                           | +454, m                                             | NSS News, vol.68, no 7, p. 16-23                    | 2010-07                                             |
| L07 D11 | Cova del Serrat del Vent [ grès ]                                         | Espagne Catalogne           | Provincia de Barcelone / Comarca d'Osona / Municipio de Tavertet                                        | +4 273, m                                           | +215, m                                             | Claude Chabert                                      | 1989-??                                             |
| L08 D02 | Gruta da Bocaina [ quartzite ]                                            | Brésil Minas Gerais         | Santa Bárbara Pico do Inficionado                                                                       | +3 200, m                                           | +401, m                                             | NSS News, vol.68, no 7, p. 16-23                    | 2010-07                                             |
| L09     | Cueva Juliana [ grès ]                                                    | Venezuela                   | Estado de Bolívar / Município de Gran Sabana Parc national Canaima / Massif de Chimantá / Tepuy Churí   | +3 000, m                                           | +045, m                                             | NSS News, vol 68, no 7, p. 16-23                    | 2010-07                                             |
| L10 D03 | Sima Auyan Tepuy NoroEste [ grès ]                                        | Venezuela                   | Estado du Bolívar / Município de Gran Sabana Parc national Canaima / Tepuy Auyan                        | +2 900, m                                           | +370, m                                             | Claude Chabert                                      | 1989-??                                             |
| L11     | Gruta das Bromélias [ quartzite ]                                         | Brésil Minas Gerais         | Ibitipoca                                                                                               | +2 700, m                                           | NC                                                  | NSS News, vol.68, no 7, p. 16-23                    | 2010-07                                             |
| L12     | Cueva Zuna [ grès ]                                                       | Venezuela                   | Estado de Bolívar / Município de Gran Sabana Parc national Canaima / Massif de Chimantá / Tepuy Churí   | +2 500, m                                           | +090, m                                             | NSS News, vol.68, no 7, p. 16-23                    | 2010-07                                             |
| L13     | Cueva de la Araña [ grès ]                                                | Venezuela                   | Estado de Bolívar / Município de Gran Sabana Parc national Canaima / Massif de Chimantá / Tepuy Churí   | +2 500, m                                           | NC                                                  | NSS News, vol.68, no 7, p. 16-23                    | 2010-07                                             |
| L14     | Fontaine du Vignal [ grès ]                                               | France Auvergne-Rhône-Alpes | Département de l'Ardèche / Commune de Payzac                                                            | +1 900, m                                           | +030, m                                             | Claude Chabert                                      | 1989-??                                             |
| L15     | Ghar Gorani (fr:Grotte Goran) ou Ghar Knadel [ grès ]                     | Maroc                       | Région de Doukkala-Abda / Province de Safi Cap Beddouza                                                 | +1 670, m                                           | NC                                                  | Claude Chabert                                      | 1989-??                                             |
| L16     | Caverna Planaltina [ grès ]                                               | Brésil Pará                 | Microrregião d'Altamira / Município de Brasil Novo / Prainha                                            | +1 500, m                                           | NC                                                  | Claude Chabert                                      | 1989-??                                             |
| L17     | Gruta Aroe-Jari (Grotte de la Résidence des Esprits) [ grès ]             | Brésil Mato Grosso          | Município de Chapada dos Guimarães                                                                      | +1 400, m                                           | NC                                                  | Claude Chabert                                      | 1989-??                                             |
| L18 D12 | Sima de la Lluvia (fr:Abime de la Pluie) [ grès ]                         | Venezuela                   | Estado du Bolívar / Município de Sucre Parc national Jaua-Sarisariñama / Tepuy de Sarisariñama          | +1 352, m                                           | NC                                                  | Claude Chabert                                      | 1989-??                                             |
| L19     | Caverna do Limoeiro,; (fr:Caverne du Citronnier) [ grès ]                 | Brésil Pará                 | Microrregião d'Altamira / Município de ?                                                                | +1 200, m                                           | NC                                                  | Claude Chabert                                      | 1989-??                                             |
| L20 D10 | Sima menor de Sarisariñama [ grès ]                                       | Venezuela                   | Estado du Bolívar / Município de Sucre Parc national Jaua-Sarisariñama / Tepuy de Sarisariñama          | +1 179, m                                           | +248, m                                             | Claude Chabert                                      | 1989-??                                             |
| L21     | Caverna Pedra da Cachoeira, (fr:Caverne du Rocher de la Cascade) [ grès ] | Brésil Pará                 | Microrregião d'Altamira / Município de ?,                                                               | +1 000, m                                           | NC                                                  | Claude Chabert                                      | 1989-??                                             |
| D01 L06 | Gruta do Centenário (fr:Grotte du Centrnaire) [ quartzite ]               | Brésil Minas Gerais         | Voir cavité référencée L06 dans le haut du tableau.                                                     | Voir cavité référencée L06 dans le haut du tableau. | Voir cavité référencée L06 dans le haut du tableau. | Voir cavité référencée L06 dans le haut du tableau. | Voir cavité référencée L06 dans le haut du tableau. |
| D02 L08 | Gruta da Bocaina [ quartzite ]                                            | Brésil Minas Gerais         | Voir cavité référencée L08 dans le haut du tableau.                                                     | Voir cavité référencée L08 dans le haut du tableau. | Voir cavité référencée L08 dans le haut du tableau. | Voir cavité référencée L08 dans le haut du tableau. | Voir cavité référencée L08 dans le haut du tableau. |
| D03 L10 | Sima Auyan Tepuy NoroEste [ grès ]                                        | Venezuela                   | Voir cavité référencée L10 dans le haut du tableau.                                                     | Voir cavité référencée L10 dans le haut du tableau. | Voir cavité référencée L10 dans le haut du tableau. | Voir cavité référencée L10 dans le haut du tableau. | Voir cavité référencée L10 dans le haut du tableau. |
| D04     | Sima Aonda [ grès ]                                                       | Venezuela                   | Estado du Bolívar / Município de Gran Sabana Parc national Canaima / Tepuy Auyan                        | NC                                                  | +362, m                                             | Claude Chabert                                      | 1989-??                                             |
| D05     | Sima Auyan Tepuy Norte [ grès ]                                           | Venezuela                   | Estado du Bolívar / Município de Gran Sabana Parc national Canaima / Tepuy Auyan                        | NC                                                  | +320, m                                             | Claude Chabert                                      | 1989-??                                             |
| D06     | Sima mayor de Sarisariñama [ grès ]                                       | Venezuela                   | Estado du Bolívar / Município de Sucre Parc national Jaua-Sarisariñama / Tepuy de Sarisariñama          | NC                                                  | +314, m                                             | Claude Chabert                                      | 1989-??                                             |
| D07     | Sima Aonda Est 2 [ grès ]                                                 | Venezuela                   | Estado du Bolívar / Município de Gran Sabana Parc national Canaima / Tepuy de Sarisariñama              | NC                                                  | +295, m                                             | Claude Chabert                                      | 1989-??                                             |
| D08     | Sima Aonda Sur 1 [ grès ]                                                 | Venezuela                   | Estado du Bolívar / Município de Gran Sabana Parc national Canaima / Tepuy de Sarisariñama              | NC                                                  | +290, m                                             | Claude Chabert                                      | 1989-??                                             |
| D09     | Sima Yuruani Tepuy [ grès ]                                               | Venezuela                   | Estado du Bolívar / Município de Gran Sabana Parc national Canaima / Tepuy Yuruaní                      | NC                                                  | +290, m                                             | Claude Chabert                                      | 1989-??                                             |
| D10 L20 | Sima menor de Sarisariñama [ grès ]                                       | Venezuela                   | Voir cavité référencée L20 dans le haut du tableau.                                                     | Voir cavité référencée L20 dans le haut du tableau. | Voir cavité référencée L20 dans le haut du tableau. | Voir cavité référencée L20 dans le haut du tableau. | Voir cavité référencée L20 dans le haut du tableau. |
| D11 L07 | Cova del Serrat del Vent [ grès ]                                         | Espagne Catalogne           | Voir cavité référencée L07 dans le haut du tableau.                                                     | Voir cavité référencée L07 dans le haut du tableau. | Voir cavité référencée L07 dans le haut du tableau. | Voir cavité référencée L07 dans le haut du tableau. | Voir cavité référencée L07 dans le haut du tableau. |
| D12 L18 | Sima de la Lluvia (fr:Abime de la Pluie) [ grès ]                         | Venezuela                   | Voir cavité référencée L18 dans le haut du tableau.                                                     | Voir cavité référencée L18 dans le haut du tableau. | Voir cavité référencée L18 dans le haut du tableau. | Voir cavité référencée L18 dans le haut du tableau. | Voir cavité référencée L18 dans le haut du tableau. |
| D13     | Sima Aonda Sur 2 [ grès ]                                                 | Venezuela                   | Estado du Bolívar / Município de Gran Sabana Parc national Canaima / Tepuy Auyan                        | NC                                                  | +168, m                                             | Claude Chabert                                      | 1989-??                                             |
| D14     | Paiute Cave [ grès ]                                                      | États-Unis Arizona          | Comté de ?                                                                                              | NC                                                  | +165, m                                             | Claude Chabert                                      | 1989-??                                             |
| D15     | Sima Kukenan 3 [ grès ]                                                   | Venezuela                   | Estado du Bolívar / Município de Gran Sabana Parc national Canaima / Tepuy Kukenan                      | NC                                                  | +163, m                                             | Claude Chabert                                      | 1989-??                                             |
| D16     | Cueva de Cunday (fr:Grotte de Cunday) [ grès ]                            | Colombie                    | Departamento de Tolima / Provincia de Oriente / Municipio de Cunday                                     | NC                                                  | +160, m                                             | Claude Chabert                                      | 1989-??                                             |
| D17 L03 | Cueva Muchimuk-Colibri [ grès ]                                           | Venezuela                   | Voir cavité référencée L02 dans le haut du tableau.                                                     | Voir cavité référencée L02 dans le haut du tableau. | Voir cavité référencée L02 dans le haut du tableau. | Voir cavité référencée L02 dans le haut du tableau. | Voir cavité référencée L02 dans le haut du tableau. |

## Grandes cavités dans le conglomérat
Le tableau ci-dessous répertorie les cavités de plus de 100 mètres de profondeur et/ou 250 mètres de longueur développée, au moment de leur exploration, qui s'ouvrent dans le conglomérat.
| Réf.    | Cavité (Alias) [ conglomérat ]                                            | Pays État / Région / District                  | Division Subdivisions                                                                                | Développem. (m)            | Dénivel. (m)               | Source                                                          | Date source                |
| ------- | ------------------------------------------------------------------------- | ---------------------------------------------- | --- | -------------------------- | -------------------------- | --------------------------------------------------------------- | -------------------------- |
| L01 D05 | Bol'shaja Oreshnaja                                                       | Russie District fédéral sibérien               | Kraï de Krasnoïarsk, Badzhejsky                                                                      | +58 000, m                 | +240, m                    | International Caver 2000, P78                                   | 2001-??                    |
| L02 D04 | Cova (de) Cuberes                                                         | Espagne Catalogne                              | Comarca de Pallars Jussà, Municipio de Conca de Dalt                                                 | +13 386, m                 | +327, m                    | Josep Guarro                                                    | 2010-04                    |
| L03 D03 | Longmen Dong                                                              | Chine Shěng du Sichuan                         | Zhou de Ya'an, Xiàn de Lushan                                                                        | +13 190, m                 | +355, m                    | Deep and long caves in China                                    | 2010-04                    |
| L04 D08 | Busa di Castel Sottoterra                                                 | Italie Région de Vénétie                       | Province de Trévise Montello (colline), Volpago del Montello                                         | +08 000, m                 | +125, m                    | Victor Ferrer Rico & frontiereprogetti.com                      | 2014-05                    |
| L05     | Tilkiler Sinkhole                                                         | Turquie Akdeniz Bölgesi                        | Province d'Antalya Barrage d'Oymapınar                                                               | +07 000, m                 | +000, m                    | ?                                                               | 2009-12                    |
| L06     | Cueva de Fuentemolinos                                                    | Espagne Castille-et-León                       | Provincia de Burgos, Comarca de Montes de Oca, Municipio de Belorado, Hameau de Puras de Villafranca | +04 086, m                 | +077, m                    | Atlas Great Caves of the World                                  | 1989-??                    |
| L07     | Cova de la Font Major                                                     | Espagne Catalogne                              | Provincia de Tarragone, Comarca de Conca de Barberà, Municipio de L'Espluga de Francolí,             | +03 590, m                 | +000, m                    | covesdelespluga.info                                            | ????-??                    |
| L08     | Cueva del Portillo de la Pena                                             | Honduras Departamento d'Olancho                | El Rosario, Montaña Rompeculo                                                                        | +01 615, m                 | +084, m                    | NSS NEWS V69N1P9                                                | 2011-01                    |
| L09 D01 | Brezno pod velbom - Ceska Jama                                            | Slovénie Région de Goriška                     | Kaninski podi                                                                                        | +01 565, m                 | +910, m                    | Speleological Association of Slovenia, Cave Register            | 2008-03                    |
| L10 D02 | Pozo del Portillo (PO-1) [ calcaire ]                                     | Honduras Departamento d'Olancho                | El Rosario (Olancho), Montaña Rompeculo                                                              | +01 400, m                 | +384, m                    | Espeleobloc & caves.org                                         | 2009-12                    |
| L11     | Velika Lebinca                                                            | Slovénie Région de Gorenjska                   | Parc régional d'Udin Boršt                                                                           | +01 154, m                 | +016, m                    | Caves in Conglomerate - case of Udin Borst, Slovenia            | 2010-05                    |
| L12     | Arnezeva luknja                                                           | Slovénie Région de Gorenjska                   | Parc régional d'Udin Boršt                                                                           | +00815, m                  | +013, m                    | Caves in Conglomerate - case of Udin Borst, Slovenia            | 2010-05                    |
| L13 D06 | Avenc Montserrat Ubach ou Bofia de Torremas                               | Espagne Catalogne                              | Provincia de Lleida, Comarca de Solsonès, Municipio de Sant Llorenç de Morunys                       | +00500, m                  | +202, m                    | Jordi Lloret-Prieto                                             | 2014-03                    |
| L14     | Cueva Resumidero del Pozo [ calcaire ]                                    | Honduras Departamento d'Olancho                | El Rosario, Montaña Rompeculo                                                                        | +00374, m                  | +023, m                    | NSS NEWS V69N1P8 & caves.org                                    | 2011-01                    |
| L15     | Dacarjevo brezno                                                          | Slovénie Région de Gorenjska                   | Parc régional d'Udin Boršt                                                                           | +00307, m                  | +019, m                    | Caves in Conglomerate - case of Udin Borst, Slovenia            | 2010-05                    |
| L16     | Dopulnek                                                                  | Slovénie Région de Gorenjska                   | Parc régional d'Udin Boršt                                                                           | +00306, m                  | +006, m                    | Caves in Conglomerate - case of Udin Borst, Slovenia            | 2013-05                    |
| L17     | Mahendra Gupha ou Chamero Odhaar (Maison des chauves-souris) [ calcaire ] | Népal Région Ouest                             | Zone de Gandaki, District de Kaski, Pokhara                                                          | +00275, m                  | +000, m                    | Atlas Great Caves of the World & sara-visit-pokhara.blogspot.fr | 1989-??                    |
| D01 L09 | Brezno pod velbom - Ceska Jama                                            | Slovénie Région de Goriška                     | Voir cavité référencée L09                                                                           | Voir cavité référencée L09 | Voir cavité référencée L09 | Voir cavité référencée L09                                      | Voir cavité référencée L09 |
| D02 L10 | Pozo del Portillo (PO-1) [ calcaire ]                                     | Honduras Departamento d'Olancho                | Voir cavité référencée L10                                                                           | Voir cavité référencée L10 | Voir cavité référencée L10 | Voir cavité référencée L10                                      | Voir cavité référencée L10 |
| D03 L03 | Longmen Dong                                                              | Chine Shěng du Sichuan                         | Voir cavité référencée L03                                                                           | Voir cavité référencée L03 | Voir cavité référencée L03 | Voir cavité référencée L03                                      | Voir cavité référencée L03 |
| D04 L02 | Cova (de) Cuberes                                                         | Espagne Catalogne                              | Voir cavité référencée L02                                                                           | Voir cavité référencée L02 | Voir cavité référencée L02 | Voir cavité référencée L02                                      | Voir cavité référencée L02 |
| D05 L01 | Bol'shaja Oreshnaja                                                       | Russie District fédéral sibérien               | Voir cavité référencée L01                                                                           | Voir cavité référencée L01 | Voir cavité référencée L01 | Voir cavité référencée L01                                      | Voir cavité référencée L01 |
| D06 L13 | Avenc Montserrat Ubach ou Bofia de Torremas                               | Espagne Catalogne                              | Voir cavité référencée L13                                                                           | Voir cavité référencée L13 | Voir cavité référencée L13 | Voir cavité référencée L13                                      | Voir cavité référencée L13 |
| D07     | Cueva del Milodón                                                         | Chili Región Magallanes et Antarctique chilien | Provincia de Última Esperanza, Cerro Benítez (es)                                                    | +0 0000, m                 | +200, m                    | wondermondo.com & letsgochile.com                               | 2009-12                    |
| D08 L04 | Busa di Castel Sottoterra                                                 | Italie Région de Vénétie                       | Voir cavité référencée L04                                                                           | Voir cavité référencée L04 | Voir cavité référencée L04 | Voir cavité référencée L04                                      | Voir cavité référencée L04 |

## Grandes cavités dans le granite, le gneiss, les blocs ou éboulis
Le tableau ci-dessous répertorie les cavités de plus de 100 mètres de dénivelée ou de 150 m de développement, au moment de leur exploration, qui s'ouvrent dans le granite ou les gneiss ou autres roches ignées, massives ou en blocs et éboulis.
| Réf.    | Cavité (Alias) [ caractéristique ]               | Pays État / Province        | Division Subdivision                  | Dévelop.(m)                           | Dénivel. (m)                          | Source                                           | Date source                           |
| ------- | ------------------------------------------------ | --------------------------- | ------------------------------------- | ------------------------------------- | ------------------------------------- | ------------------------------------------------ | ------------------------------------- |
| L01     | T.S.O.D. Cave [ anorthosite ]                    | États-Unis New York         | Comté d'Essex,                        | +3 977, m                             | +000, m                               | Atlas - Great Caves of the World                 | 1989-??                               |
| L02     | Bodagrottorna [ blocs / granite ]                | Suède Hälsingland           | Gävleborgs län, Iggesund              | +2 606, m                             | +000, m                               | Atlas - Great Caves of the World & Rabbe Sjoberg | 2013-08                               |
| L03     | Bear Gulch Cave [ éboulis volcanique ]           | États-Unis Californie       | Comté de San Benito,                  | +1 754, m                             | +048, m                               | Bruce Rogers                                     | 2014-05                               |
| L04     | Bat Cave [ gneiss ]                              | États-Unis Caroline du Nord | Comté de Rutherford,                  | +1 695, m                             | +000, m                               | Atlas - Great Caves of the World                 | 1989-??                               |
| L05     | M.B.D.A.T.H.S. Cave [ éboulis, granite ]         | États-Unis New Hampshire    | Comté de Grafton,                     | +1 616, m                             | +000, m                               | Atlas - Great Caves of the World                 | 1989-??                               |
| L06     | A Cova da Trapa [ granite ]                      | Espagne Galice              | Pontevedra, Monte Aloia               | +1 390, m                             | +094, m                               | Marcos Vaqueiro                                  | 2013-09                               |
| L07     | Hölickgrottan [ granite ]                        | Suède Hälsingland           | Gävleborgs län, Hornslandet (sv)      | +1 340, m                             | +000, m                               | Rabbe Sjoberg                                    | 2013-08                               |
| L08 D01 | Hurricane Cave [ blocs granitiques, éboulis ]    | États-Unis Colorado         | Comté de Teller,                      | +1 180, m                             | +169, m                               | Atlas - Great Caves of the World                 | 1996-06                               |
| L09     | Gobholo Cave [ granite ]                         | Eswatini Babane             | Hhohho,                               | +1 099, m                             | +062, m                               | Manuela S. Scheuerer                             | 2014-01                               |
| L10 D02 | Greenhorn System [ blocs ]                       | États-Unis Californie       | Comté de Kern,                        | +0956, m                              | +152, m                               | NSS News V44 N4 P88                              | 1986-04                               |
| L11     | As Covas do Folón [ granite ]                    | Espagne Galice              | Pontevedra, Monte Aloia               | +0905, m                              | +034, m                               | Marcos Vaqueiro                                  | 2013-09                               |
| L12     | Almekärrgrytet [ granite ]                       | Suède Småland               | Kalmar län, Misterhult (en)           | +0610, m                              | +000, m                               | Rabbe Sjoberg                                    | 2013-08                               |
| L13     | Örnnästet [ gneiss ]                             | Suède Hälsingland           | Gävleborgs län, Iggesund              | +0520, m                              | +000, m                               | Rabbe Sjoberg                                    | 2013-08                               |
| L14     | Strängbergsgrottan [ granite ]                   | Suède Jämtland              | Jämtland län, Gällö                   | +0510, m                              | +000, m                               | Rabbe Sjoberg                                    | 2013-08                               |
| L15     | Cueva Albarellos, [ granite ]                    | Espagne Galice              | Pontevedra, Monte Aloia               | +0500, m                              | +030, m                               | Marcos Vaqueiro                                  | 2013-09                               |
| L16     | Gillberga Gryt [ granite ]                       | Suède Uppland               | Uppsala län, Östhammar                | +0450, m                              | +000, m                               | Rabbe Sjoberg                                    | 2013-08                               |
| L17     | Stora Trängbergsgrottan [ granite? ]             | Suède Västmanland           | Västmanland län, Köping               | +0370, m                              | +000, m                               | Rabbe Sjoberg                                    | 2013-08                               |
| L18     | Östra Klövbergsgrottorna (sv) [ ? ]              | Suède Södermanland          | Stockholms län, Tyresö                | +0362, m                              | +000, m                               | Rabbe Sjoberg                                    | 2013-08                               |
| L19     | Frugrottan ou Frubergsgrottan [ ? ]              | Suède Södermanland          | ??                                    | +0321, m                              | +000, m                               | Rabbe Sjoberg                                    | 2013-08                               |
| L20     | Töllsjögrottan [ ? ]                             | Suède Södermanland          | ?? Sjögared                           | +0300, m                              | +000, m                               | Rabbe Sjoberg                                    | 2013-08                               |
| L21     | Nyumbanitu Cave [ ? ]                            | Tanzanie Région de Njombe   | District de Njombe (en)               | +0280, m                              | +000, m                               | Annika Anderssohn master Thesis                  | 2000-01                               |
| L22     | Three Sisters Cave [ ? ]                         | États-Unis Virginie         | Comté d'Arlington,                    | +0187, m                              | +002, m                               | Ed Devine                                        | 2013-05                               |
| L23     | A Furma [ granite ]                              | Portugal Região do Norte    | Minho-Lima,                           | +0176, m                              | +000, m                               | Marcos Vaqueiro                                  | 2013-09                               |
| L24     | Cueva Adeghas [ granite ]                        | Espagne Galice              | Pontevedra,                           | +0150, m                              | +020, m                               | Marcos Vaqueiro                                  | 2013-09                               |
| L25     | Sistema A Touba do Brion - Cobreiras [ granite ] | Espagne Galice              | Pontevedra,                           | +0150, m                              | +018, m                               | Marcos Vaqueiro                                  | 2013-09                               |
| D01 L08 | Hurricane Cave [ blocs granitiques, éboulis ]    | États-Unis Colorado         | Voir cavité référencée L08 ci-dessus. | Voir cavité référencée L08 ci-dessus. | Voir cavité référencée L08 ci-dessus. | Voir cavité référencée L08 ci-dessus.            | Voir cavité référencée L08 ci-dessus. |
| D02 L10 | Greenhorn System [ blocs ]                       | États-Unis Californie       | Voir cavité référencée L10 ci-dessus. | Voir cavité référencée L10 ci-dessus. | Voir cavité référencée L10 ci-dessus. | Voir cavité référencée L10 ci-dessus.            | Voir cavité référencée L10 ci-dessus. |

## Grandes cavités dans la lave
Le tableau ci-dessous répertorie les cavités présentes dans la lave solidifiée, qui totalisent lors de leur dernière exploration relatée, plus de 200 mètres de profondeur ou plus de 5 000 mètres de développement. Ces cavités sont généralement qualifiées de tunnels de lave ou de tubes de lave lorsqu'elles sont à dominante horizontale. Elles sont appelées puits de lave lorsqu'elles sont à dominante verticale ; c'est le cas par exemple d'anciens cratères vidés.
| Réf.     | Cavité (Alias) [ lave ] | Pays / État           | Division / Subdivision                                                                 | Développ. (m)                                 | Dénivelée (m)                                 | Source                                                                          | Date source                                   |
| -------- | --- | --------------------- | -------------------------------------------------------------------------------------- | --------------------------------------------- | --------------------------------------------- | ------------------------------------------------------------------------------- | --------------------------------------------- |
| L01 D01  | Kazumura Cave | États-Unis Hawaï      | Comté d'Hawaï, District de Puna, Waikahehahe                                           | +65 500, m                                    | +1 102, m                                     | NSS 2000 #9 HSS Newsletter N9 P7                                                | 2016-06                                       |
| L02 D02  | Delissea Cave System | États-Unis Hawaï      | Comté d'Hawaï                                                                          | +47 009, m                                    | +1 100, m                                     | Peter Bosted                                                                    | 2020-12                                       |
| L03 D18  | Kipuka Kanohina (Kula Kai Caverns) | États-Unis Hawaï      | Comté d'Hawaï                                                                          | +46 188, m                                    | +0232, m                                      | Bob Richards                                                                    | 2016-03                                       |
| L04 D06  | Hualalai Ranch Cave | États-Unis Hawaï      | Comté d'Hawaï                                                                          | +27 785, m                                    | +0442, m                                      | Doug Medville                                                                   | 2016-03                                       |
| L05 D07  | Emesine Cave (1881 System) | États-Unis Hawaï      | Comté d'Hawaï                                                                          | +20 744, m                                    | +0437, m                                      | Don Coons                                                                       | 2016-03                                       |
| L06 D04  | Sistema Cueva del Viento - Cueva del Sobrado (Cueva de los Breveritos ; Cueva de los Piquetes ; Cueva de San Marcos ; Galerias de los Ingleses) | Espagne               | Îles Canaries, Santa Cruz de Tenerife, Île de Tenerife, Municipio de Icod de los Vinos | +18 500, m                                    | +0560, m                                      | Grupo de Espeleologia Tebexcorade                                               | 2017-04                                       |
| L07 D10  | Pahoa Caves (segmentées) | États-Unis Hawaï      | Comté d'Hawaï                                                                          | +16 000, m                                    | +0351, m                                      | Lava Tube Flow                                                                  | 2016-05                                       |
| L08 D17  | Bilemot Gul | Corée du Sud          | Province de Jeju île de Jeju                                                           | +11 749, m                                    | +0245, m                                      | Chris Llyod - Cavers Digest                                                     | 1999-04                                       |
| L09 D05  | Hue Hue Cave | États-Unis Hawaï      | Comté d'Hawaï                                                                          | +10 800, m                                    | +0495, m                                      | Stephan Kempe                                                                   | 1999-10                                       |
| L10 D08  | Leviathan (segment principal) | Kenya                 | Chaîne volcanique des Chyulu Hills (en)                                                | +09 152, m                                    | +0408, m                                      | Michael Laumanns                                                                | 2017-08                                       |
| L11      | Manjang Gul | Corée du Sud          | Province de Jeju                                                                       | +08 928, m                                    | +0000, m                                      | Chris Llyod - Cavers Digest                                                     | 1999-04                                       |
| L12      | Keala Cave | États-Unis Hawaï      | Comté d'Hawaï                                                                          | +08 707, m                                    | +0186, m                                      | Stephan Kempe, UIS Com. on Volcanic Cave NL                                     | 1999-12                                       |
| L13      | Ferrocarril - Mina Inferior | Mexique               | État de Morelos Municipio de Tepoztlán Volcan Suchioc,                                 | +06 538, m                                    | +0072, m                                      | Espinasa Perefia Ramon                                                          | 2016-09                                       |
| L14      | Pueo Cave | États-Unis Hawaï      | Comté d'Hawaï                                                                          | +06 450, m                                    | +0103, m                                      | Doug Medville                                                                   | 2006-10                                       |
| L15      | Réseau de Roiho | Chili                 | Région de Valparaíso, Provincia de l'Île de Pâques, Coulée de lave de Roiho            | +06 350, m                                    | +0000, m                                      | Alfonso Antxia Science Society of Basque Country via Jabier Les Ortiz de Pinedo | 2010                                          |
| L16      | Cueva de Don Justo | Espagne               | Îles Canaries, Santa Cruz de Tenerife, Île d'El Hierro, Localité de La Restinga        | +06 315, m                                    | +0143, m                                      | Grupo de Espeleologia Tebexcorade                                               | 2017-04                                       |
| L17 D12  | Complejo de la Cueva de los Jameos - Verdes (Tunnel de l'Atlantide)                                                                             | Espagne               | Îles Canaries Las Palmas Île de Lanzarote, Municipio de Arrecife                       | +06 100, m                                    | +0300, m                                      | Grupo de Espeleologia Tebexcorade                                               | 2017-04                                       |
| L18      | Lama Lua System | États-Unis Hawaï      | Comté d'Hawaï                                                                          | +05 547, m                                    | +0188, m                                      | Doug Medville                                                                   | 2017-04                                       |
| L19      | Gruta das Torres Pico (N 38° 29.664 W 028° 30.164)                                                                                              | Portugal              | Região des Açores, Île de Pico                                                         | +05 439, m                                    | +0000, m                                      | Chris Llyod - Cavers Digest                                                     | 1999-04                                       |
| L20      | Iglesia - Mina Superior | Mexique               | État de Morelos Municipio de Tepoztlán Volcan Suchioc                                  | +05 276, m                                    | +0060, m                                      | Ramon Espinasa Perecna                                                          | 1999-04                                       |
| L21      | Laufbalavatn | Islande               | Suðurland Vestur-Skaftafellssýsla Skaftárhreppur                                       | +05 012, m                                    | +0000, m                                      | Volcanospeleologie en Islande par Michel Detay                                  | 2016-01                                       |
| L22      | Surtshellir-Stefánshellir et Hulduhellir | Islande               | Vesturland Borgarbyggð champ de lave de Hallmundarhraun                                | +05 000, m                                    | +0000, m                                      | Volcanospeleologie en Islande par Michel Detay                                  | 2016-01                                       |
| L23      | Catacomb Cave | États-Unis Hawaï      | Comté d'Hawaï                                                                          | +04 986, m                                    | +0056, m                                      | Doug Medville                                                                   | 2016-03                                       |
| L24      | Kaupulehu System | États-Unis Hawaï      | Comté d'Hawaï                                                                          | +04 952, m                                    | +0161, m                                      | Doug Medville                                                                   | 2017-04                                       |
| L34      | John Martin's Cave | États-Unis Hawaï      | Comté d'Hawaï, District de Puna, Waikahehahe                                           | +04 159, m                                    | +0000, m                                      | IOS Comm. on Volcanic Caves News #13                                            | 1997-06                                       |
| L61      | Dove Cave | États-Unis Hawaï      | Comté d'Hawaï                                                                          | +02 433, m                                    | +0047, m                                      | Doug Medville                                                                   | 2012-06                                       |
| L62      | Black Pellet Cave | États-Unis Hawaï      | Comté d'Hawaï                                                                          | +02 379, m                                    | +0068, m                                      | Doug Medville                                                                   | 2012-06                                       |
| L90      | Labyrinth Cave | États-Unis Californie | Comté de Siskiyou                                                                      | +01 897, m                                    | +0000, m                                      | Claude Chabert, Takanori Ogawa et William. R. Halliday                          | 1989-??                                       |
| D01 L01  | Kazumura Cave | États-Unis Hawaï      | Voir cavité référencée L01 en haut de tableau                                          | Voir cavité référencée L01 en haut de tableau | Voir cavité référencée L01 en haut de tableau | Voir cavité référencée L01 en haut de tableau                                   | Voir cavité référencée L01 en haut de tableau |
| D02 L05  | Delissea Cave System | États-Unis Hawaï      | Voir cavité référencée L05 en haut de tableau                                          | Voir cavité référencée L05 en haut de tableau | Voir cavité référencée L05 en haut de tableau | Voir cavité référencée L05 en haut de tableau                                   | Voir cavité référencée L05 en haut de tableau |
| D03 L39  | Umi'i Manu System | États-Unis Hawaï      | Comté d'Hawaï                                                                          | +03 887, m                                    | +0570, m                                      | Doug Medville                                                                   | 2000-02                                       |
| D04 L06  | Sistema Cueva del Viento - Cueva del Sobrado (Cueva de los Breveritos ; Cueva de los Piquetes ; Cueva de San Marcos ; Galerias de los Ingleses) | Espagne               | Voir cavité référencée L06 en haut de tableau                                          | Voir cavité référencée L06 en haut de tableau | Voir cavité référencée L06 en haut de tableau | Voir cavité référencée L06 en haut de tableau                                   | Voir cavité référencée L06 en haut de tableau |
| D05 L09  | Hue Hue Cave | États-Unis Hawaï      | Voir cavité référencée L09 en haut de tableau                                          | Voir cavité référencée L09 en haut de tableau | Voir cavité référencée L09 en haut de tableau | Voir cavité référencée L09 en haut de tableau                                   | Voir cavité référencée L09 en haut de tableau |
| D06 L03  | Hualalai Ranch Cave | États-Unis Hawaï      | Voir cavité référencée L03 en haut de tableau                                          | Voir cavité référencée L03 en haut de tableau | Voir cavité référencée L03 en haut de tableau | Voir cavité référencée L03 en haut de tableau                                   | Voir cavité référencée L03 en haut de tableau |
| D07 L04  | Emesine Cave (1881 System) | États-Unis Hawaï      | Voir cavité référencée L04 en haut de tableau                                          | Voir cavité référencée L04 en haut de tableau | Voir cavité référencée L04 en haut de tableau | Voir cavité référencée L04 en haut de tableau                                   | Voir cavité référencée L04 en haut de tableau |
| D08 L10  | Leviathan (segment principal) | Kenya                 | Voir cavité référencée L10 en haut de tableau                                          | Voir cavité référencée L10 en haut de tableau | Voir cavité référencée L10 en haut de tableau | Voir cavité référencée L10 en haut de tableau                                   | Voir cavité référencée L10 en haut de tableau |
| D09 L13  | Ainahou Ranch Cave | États-Unis Hawaï      | Voir cavité référencée L13 en haut de tableau                                          | Voir cavité référencée L13 en haut de tableau | Voir cavité référencée L13 en haut de tableau | Voir cavité référencée L13 en haut de tableau                                   | Voir cavité référencée L13 en haut de tableau |
| D09 L06  | Pahoa Caves (segmentées) | États-Unis Hawaï      | Voir cavité référencée L06 en haut de tableau                                          | Voir cavité référencée L06 en haut de tableau | Voir cavité référencée L06 en haut de tableau | Voir cavité référencée L06 en haut de tableau                                   | Voir cavité référencée L06 en haut de tableau |
| D10 L48  | Manu Nui Lava tube | États-Unis Hawaï      | Comté d'Hawaï                                                                          | +03 460, m                                    | +0348, m                                      | NSS News V65 N10 P21                                                            | 2007-09                                       |
| D12 L17  | Complejo de la Cueva de los Jameos - Verdes (Tunnel de l'Atlantide)                                                                             | Espagne               | Voir cavité référencée L17 en haut de tableau                                          | Voir cavité référencée L17 en haut de tableau | Voir cavité référencée L17 en haut de tableau | Voir cavité référencée L17 en haut de tableau                                   | Voir cavité référencée L17 en haut de tableau |
| D13      | Ambigua Cave | États-Unis Hawaï      | Comté d'Hawaï                                                                          | +01 764, m                                    | +0293, m                                      | Bob Richards                                                                    | 2004-11                                       |
| D14 L306 | Cratère Kauhakō (Vauhako) [ puits de lave ] | États-Unis Hawaï      | Comté de Maui Île de Moloka'i                                                          | +0 0000, m                                    | +0264, m                                      | Earl Neller via Halliday (Water filled)                                         | 1997-07                                       |
| D15 L307 | Na One Pit (Pit 6083, Pelee's Abyss) [ puits de lave ]                                                                                          | États-Unis Hawaï      | Comté d'Hawaï                                                                          | +0 0000, m                                    | +0263, m                                      | Dave Bunnell                                                                    | 1994-04                                       |
| D16 L308 | Cratère Commerson [ puits de lave ] | France                | Département de La Réunion, Commune de Saint-Joseph, Massif du Piton de la Fournaise    | +0 0000, m                                    | +0256, m                                      | Philippe Audra - Spelunca no 66                                                 | 1997-??                                       |
| D17 L08  | Bilemot Gul | Corée du Sud          | Voir cavité référencée L08 en haut de tableau                                          | Voir cavité référencée L08 en haut de tableau | Voir cavité référencée L08 en haut de tableau | Voir cavité référencée L08 en haut de tableau                                   | Voir cavité référencée L08 en haut de tableau |
| D18 L02  | Kipuka Kanohina (Kula Kai Caverns) | États-Unis Hawaï      | Voir cavité référencée L02 en haut de tableau                                          | Voir cavité référencée L02 en haut de tableau | Voir cavité référencée L02 en haut de tableau | Voir cavité référencée L02 en haut de tableau                                   | Voir cavité référencée L02 en haut de tableau |
| D19 L43  | Big Red Cave | États-Unis Hawaï      | Comté d'Hawaï                                                                          | +03 607, m                                    | +0232, m                                      | Doug Melville                                                                   | 2016-09                                       |
| D20 L56  | Ka'eleku Caverns | États-Unis Hawaï      | Comté de Maui                                                                          | +02 852, m                                    | +0225, m                                      | Bob Richards                                                                    | 1999-12                                       |
| D21 L80  | Wa Hol Kul | Corée du Sud          | Province de Jeju île de Jeju                                                           | +02 066, m                                    | +0200, m                                      | www.wec-net.com/english/lavalist-w.html                                         | 1999-10                                       |

## Grandes cavités dans le sel ou le salpêtre
Le tableau ci-dessous répertorie les cavités de plus de 100 mètres de dénivelée ou de 400 mètres de développement, au moment de leur exploration, qui s'ouvrent dans le sel ou le salpêtre.
| Réf.    | Cavité (Alias) [ caractéristique ]                       | Pays / État          | Division / Subdivisions                           | Dévelop. (m) | Dénivel. (m) | Source | Date source |
| ------- | -------------------------------------------------------- | -------------------- | ------------------------------------------------- | ------------ | ------------ | --- | ----------- |
| L01     | Cumberland Caverns (Cavernes de Cumberland) [ salpêtre ] | États-Unis Tennessee | Warren                                            | +044 444, m  | +0061, m     | Charles Cole                                                                                                 | 1992-03     |
| L02     | Mountain Eye Cave System [ salpêtre ]                    | États-Unis Tennessee | Fentress                                          | +025 085, m  | +0091, m     | Tennessee Cave Survey                                                                                        | 1987-03     |
| L03     | Big Bone Cave [ salpêtre ]                               | États-Unis Tennessee | Van Buren                                         | +015 493, m  | +0069, m     | John Smyre                                                                                                   | 1984-06     |
| L04 D01 | Mearat Malham [ sel ]                                    | Israël               | Mont Sedom                                        | +10 005, m   | +126, m      | IC no 25 Atlas Great Caves of the World & 18th International Congress of Speleology - Savoie Mont Blanc 2022 | 1989-??     |
| L05     | Peștera 6S de la Mînzâlești [ sel ]                      | Roumanie             | Carpates, Plateau de Meledic, Manzalesti, Vrancei | +3 198, m    | +042, m      | Atlas Great Caves of the World                                                                               | 1989-??     |
| L06     | Sedom [ sel ]                                            | Israël               | Mont Sedom                                        | +1 799, m    | +085, m      | Atlas Great Caves of the World                                                                               | 1989-??     |
| L07 D02 | Colonel [ sel ]                                          | Israël               | Mont Sedom                                        | +1 448, m    | +127, m      | Atlas Great Caves of the World                                                                               | 1989-??     |
| L08     | Zechuchit [ sel ]                                        | Israël               | Mont Sedom                                        | +1 135, m    | +099, m      | Atlas Great Caves of the World                                                                               | 1989-??     |
| L09 D03 | Dnepropetrovskaja ex-Grotte du Cirque Bol'soj [ sel ]    | Tadjikistan          | Pamir                                             | +2 500, m    | +120, m      | Philippe Audra                                                                                               | 2003-01     |
| L10     | Zalafel [ sel ]                                          | Israël               | Mont Sedom                                        | +0700, m     | +000, m      | Atlas Great Caves of the World                                                                               | 1989-??     |
| L11     | Peteq [ sel ]                                            | Israël               | Mont Sedom                                        | +0524, m     | +000, m      | Atlas Great Caves of the World                                                                               | 1989-??     |
| L12     | Qolnoa [ sel ]                                           | Israël               | Mont Sedom                                        | +0462, m     | +000, m      | Atlas Great Caves of the World                                                                               | 1989-??     |

## Grandes cavités dans la terre ou l'argile
Le tableau ci-dessous répertorie les cavités de plus de 10 mètres de profondeur ou de 50 m de développement, au moment de leur exploration, qui s'ouvrent dans la terre ou l'argile.
| Réf. | Cavité (Alias) [ caractéristique ]   | Pays / État | Division / Subdivisions                        | Dévelop. (m) | Dénivel. (m) | Source                             | Date source |
| ---- | ------------------------------------ | ----------- | ---------------------------------------------- | ------------ | ------------ | ---------------------------------- | ----------- |
| L01  | Cueva de ? [ argile ]                | Espagne     | Navarre, Las Bardenas                          | +050, m env. | 0            | Claude CHABERT et Karstologia 1986 | 1989-??     |
| L02  | Perte du Bois de la Grange [ terre ] | France      | Département de la Nièvre, Beaumont-la-Ferrière | +011, m      | 0            | Claude CHABERT et Couturaud        | 1989-??     |

## Grandes cavités dans le lœss
Le tableau ci-dessous répertorie les cavités naturelles du lœss, de plus de 2 mètres de profondeur ou de 10 mètres de développement, au moment de leur exploration.
Ces phénomènes souterrains sont surtout dus au lessivage des sels provoquant un tassement. Les zones où se rencontrent les cavités significatives sont en Roumanie :
- la plaine roumaine,
- la dépression de Jitia,
- la plaine de Tisa,
- la région de Dobrogée.

| Réf.    | Cavité (Alias) [ lœss ]          | Pays / État | Division / Subdivisions                                  | Dévelop. (m) | Dénivel. (m) | Source      | Date source |
| ------- | -------------------------------- | ----------- | -------------------------------------------------------- | ------------ | ------------ | ----------- | ----------- |
| L01 D01 | Peștera din valea lui moș Stoian | Roumanie    | Région de Dobrogée, Județ de Constanța, Commune d'Oltina | +102, m      | +13, m       | Ică Giurgiu | 1989-??     |
| L02 D02 | Peștera 5 de la Casian           | Roumanie    | Région de Dobrogée, Județ de Constanța                   | +018, m      | +03, m       | Ică Giurgiu | 1989-??     |

## Grandes cavités dans le schiste, le micaschiste ou le calcschiste
Le tableau ci-dessous répertorie les cavités dans le schiste, le micaschiste ou le calcschiste (ce dernier étant une roche carbonatée relevant des « karsts vrais » et non des « pseudokarsts ») de plus de 50 mètres de profondeur ou de 100 mètres de développement au moment de leur exploration.
| Réf.    | Cavité (Alias) [ caractéristique ]                                                 | Pays / État | Division / Subdivisions                                                  | Dévelop. (m)                                  | Dénivel. (m)                                  | Source                                        | Date source                                   |
| ------- | ---------------------------------------------------------------------------------- | ----------- | ------------------------------------------------------------------------ | --------------------------------------------- | --------------------------------------------- | --------------------------------------------- | --------------------------------------------- |
| L01 D02 | Gruta dos Ecos fr:Grotte des Échos [ micaschiste ]                                 | Brésil      | Estado de Goiás, Município de Corumbá de Goiás                           | +1 380, m                                     | +125, m                                       | Claude Chabert                                | 1989-??                                       |
| L02 D01 | Voragine del Cervo Volante (2656 Pi-NO) fr:Voragine du Cerf Volant [ calcschiste ] | Italie      | Regione du Piémont, Provincia du Verbano-Cusio-Ossola, Comune de Baceno, | +515, m                                       | +148, m                                       | Claude Chabert                                | 1989-??                                       |
| L03     | Grotta (Borna maggiore) del Pugnetto                                               | Italie      | Regione du Piémont, Provincia de Turin, Comune de Mezzenile,             | +410, m                                       | +000, m                                       | Claude Chabert                                | 1989-??                                       |
| L04     | Gruta Leonardo Da Vinci fr:Grotte Léonard de Vinci                                 | Brésil      | Estado de Goiás, Município de Senador José Porfírio (pt)                 | +176, m                                       | +000, m                                       | Claude Chabert                                | 1989-??                                       |
| L05 D04 | Pozzo dei Sogni, (2644 Pi-NO) fr:Puits des Rêves [ calcschiste ]                   | Italie      | Regione du Piémont, Provincia du Verbano-Cusio-Ossola, Comune de Baceno, | +138, m                                       | +076, m                                       | Claude Chabert                                | 1989-??                                       |
| L06     | Roc'h Toul                                                                         | France      | Région Bretagne, Département du Finistère, Commune de Guiclan            | +052, m                                       | +000, m                                       | Claude Chabert                                | 1989-??                                       |
| D01 L02 | Voragine del Cervo Volante [ calcschiste ]                                         | Italie      | Voir cavité référencée L02 en haut de tableau                            | Voir cavité référencée L02 en haut de tableau | Voir cavité référencée L02 en haut de tableau | Voir cavité référencée L02 en haut de tableau | Voir cavité référencée L02 en haut de tableau |
| D02 L01 | Gruta dos Ecos                                                                     | Brésil      | Voir cavité référencée L01 en haut de tableau                            | Voir cavité référencée L01 en haut de tableau | Voir cavité référencée L01 en haut de tableau | Voir cavité référencée L01 en haut de tableau | Voir cavité référencée L01 en haut de tableau |
| D03     | Trou du Sauzeton                                                                   | France      | Région Midi-Pyrénées, Département de l'Ariège, Commune de Goulier        | +000, m                                       | +090, m                                       | Claude Chabert                                | 1989-??                                       |
| D04 L05 | Pozzo dei Sogni [ calcschiste ]                                                    | Italie      | Voir cavité référencée L05 en haut de tableau                            | Voir cavité référencée L05 en haut de tableau | Voir cavité référencée L05 en haut de tableau | Voir cavité référencée L05 en haut de tableau | Voir cavité référencée L05 en haut de tableau |
| D05     | Diaclasi del Cuc dell'Elena [ calcschiste ]                                        | Italie      | Regione du Piémont, ?                                                    | +000, m                                       | +048, m                                       | Claude Chabert                                | 1989-??                                       |

## Grandes cavités dans la craie ou le tuf
Le tableau ci-dessous répertorie les cavités dans la craie ou dans le tuf, de plus de 10 mètres de profondeur ou de 30 mètres de développement, au moment de leur exploration.
| Réf.    | Cavité (Alias) [ caractéristique ]  | Pays / État                     | Division / Subdivisions    | Dévelop. (m) | Dénivel. (m) | Source                         | Date source |
| ------- | ----------------------------------- | ------------------------------- | -------------------------- | ------------ | ------------ | ------------------------------ | ----------- |
| L01 D01 | Mullamullang Cave [ craie ]         | Australie Australie-Occidentale | Plaine de Nullarbor        | +10 800, m   | +134, m      | Atlas Great Caves of the World | 1989-??     |
| L02     | Grotte de Rouffignac [ craie ]      | France                          | Département de la Dordogne | +07 000, m   | +000, m      | Atlas Great Caves of the World | 1989-??     |
| L03     | Cocklebiddy Cave [ craie ]          | Australie Australie-Occidentale | Plaine de Nullarbor        | +06 500, m   | +000, m      | Atlas Great Caves of the World | 1989-??     |
| L04     | Clay Cave [ tuf ]                   | États-Unis Californie           | Comté de Napa              | +00180, m    | +000, m      | Atlas Great Caves of the World | 1989-??     |
| L05     | Gruta Stufe di Neroni [ tuf ]       | Italie                          | Provincia de Campanie,     | +00150, m    | +000, m      | Atlas Great Caves of the World | 1989-??     |
| L06     | Kona Rameshwaram Daddi guha [ tuf ] | Inde                            | État d'Andhra Pradesh,     | +00032, m    | +000, m      | Atlas Great Caves of the World | 1989-??     |

## Grandes cavités dans le minerai de fer
Le tableau ci-dessous répertorie les cavités naturelles dans le minerai de fer, de plus de 10 mètres de profondeur ou de 50 mètres de développement, au moment de leur exploration.
| Réf.    | Cavité (Alias) [ minerai de fer ]     | Pays / État | Division / Subdivisions                    | Dévelop. (m) | Dénivel. (m) | Source                                                           | Date source |
| ------- | ------------------------------------- | ----------- | ------------------------------------------ | ------------ | ------------ | ---------------------------------------------------------------- | ----------- |
| L01     | Cueva de Conejero                     | Venezuela   | Estado de Bolívar, Municipio de Raúl Leoni | +190, m      | +00, m       | Claude Chabert, Franco Urbani et Carlos Galan                    | 1989-??     |
| L02     | Gruta do Gavião                       | Brésil      | Estado de Pará, Município de Marabá        | +115, m      | +00, m       | Claude Chabert, Augusto Auler et Soc. Brasileira de Espeleologia | 1989-??     |
| L03     | Gruta dos Anões (fr:Grotte des Nains) | Brésil      | Estado de Pará, Município de Marabá        | +068, m      | +00, m       | Claude Chabert, Augusto Auler et Soc. Brasileira de Espeleologia | 1989-??     |
| L04 D01 | Gruta da Explo (fr:Grotte de l'Explo) | Brésil      | Estado de Pará, Município de Marabá        | +051, m      | +20, m       | Claude Chabert, Augusto Auler et Soc. Brasileira de Espeleologia | 1989-??     |
| D02 L05 | Gruta do Bif                          | Brésil      | Estado de Pará, Município de Marabá        | +045, m      | +12, m       | Claude Chabert, Augusto Auler et Soc. Brasileira de Espeleologia | 1989-??     |

## Sources

### Listes mondiales
- (fr) Listes spéléométriques Les grandes cavités pseudokarstiques du monde par Philippe Audra & Jean-Yves Bigot [mis à jour le 1er janvier 2003 - Consulté le 30 octobre 2010].
- (en) Grottes de tunnel de lave de plus de 50 m par Paul Burger 14 décembre 2022-consulté le 30 novembre 2023.
- (fr) hartimontane.ro Les grandes cavités mondiales en roche non calcaire, par Claude Chabert, Actes du Xe Congrès international de spéléologie, Budapest, 1989 [Consulté le 11 novembre 2010].

### Listes nationales ou régionales
- (es) espeleo.iespana.es : Grandes Cavidades de Andalucia in Andalucia Subteranea, no 18, 2007. [visité le 21 novembre 2010].
- (it) agsp.it : Catasto speleologico della Regione Piemonte [visité le 28 novembre 2010].
- (pt) sbe.com.br : As maiores cavernas do Brasil [visité le 21 novembre 2010].